# I See A Star
Az I See A Star (magyarul: Egy csillagot látok) egy dal, amely Hollandiát képviselte az 1974-es Eurovíziós Dalfesztiválon. A dalt a Mouth and McNeal nevű duó adta elő holland nyelven.
A dal a holland nemzeti döntőn nyerte el az indulás jogát.
A dal az Eurovíziós Dalfesztiválon a harmadik helyezést érte el.